# Черепаха-Волкова, Любовь Александровна
Любовь Александровна Черепаха-Волкова (род. 1964) — украинская спортсменка-гиревик, многократная чемпионка мира, Европы, Украины. Заслуженный мастер спорта Украины, Заслуженный мастер спорта Международной конфедерации мастеров гиревого спорта, судья международной категории Международной конфедерации мастеров гиревого спорта, обладатель мировых рекордов.
Тренер — Владимир Меньшов. Воспитанница спортивного клуба «Мотор Сич». Представляет ФСК «Колос» Запорожского района.

## Спортивные достижения
- Девятикратная чемпионка мира в рывке: Москва, Россия (2005), Огре, Латвия (2006), Сан-Диего, США (2007), Хмельницкий, Украина (2009), Милан, Италия (2010), Ванцагелло, Италия (2012), Лутраки (Греция, 2013), Сан-Диего (США, 2014), Целье (Словения, 2015)[5][6][7][8][9][10]
- Чемпионка мира в толчке длинным циклом: Ташкент, Узбекистан (2013), Бухара (Узбекистан, 2018, в категории 70+ кг)[11][12][13]

По состоянию на 2013 год:
- Двукратная чемпионка Европы среди женщин : Вентспилс, Латвия (2006), Санкт-Петербург, Россия (2007).
- Тринадцатикратная чемпионка Украины среди женщин: рывок — 2002, 2003, 2004, 2005, 2006, 2008, 2009, 2010, 2011, 2012, 2013 толчок — 2012, 2013.
- Трёхкратная абсолютная рекордсменка мира.
- Двукратная рекордсменка Европы.
- Двадцатикратная рекордсменка Украины.
- Трёхкратная чемпионка России: 2010, 2011, 2012.
- Двукратная чемпионка Беларуси: 2011,2012.
- Двукратная чемпионка Италии: 2008, 2010.
- Двукратная чемпионка Германии в рывке и классическом толчке: 2012.
- Чемпионка Греции: 2011.
- Чемпионка Узбекистана: 2013.
- Восьмикратная чемпионка мира среди мастеров.
- Двукратная чемпионка Европы среди мастеров.
- Четырнадцатикратная чемпионка Первой Всемирной Олимпиады гиревого спорта: Архангельск, Россия (2011).
- Обладатель Кубка Европы: Вентспилс, Латвия (2008).
- Обладатель Кубка Польши: Мендзыздрое (2011).
- Обладатель Кубка Ломбардии (Италия): Милан (2010).
- Обладатель Кубка Победы (Россия): Москва (2010).
- Девятикратный обладатель Кубка Украины: 2004, 2005, 2006, 2007, 2008, 2009, 2010, 2011, 2012.
- Установила 13 рекордов Книги Гиннесса в гиревом спорте, 7 из которых — в марафоне[14].

## Биография
Родилась в 1964 году в посёлке Жирнов Ростовской области. Окончила Запорожское кооперативное училище. Работала продавцом, заведующей магазином. Пришла в гиревой спорт в возрасте 37 лет в 2002 году.

В 2013 году поступила сразу в три вуза: в Запорожский национальный технический университет — на специальность «социальный работник», в Классический приватный университет — по направлению «тренер, преподаватель физкультуры» и в Архангельский международный институт управления по специальности «спортивный менеджмент».
В 2012 и 2013 годах проходил турнир Запорожского района на Кубок Любови Черепахи, в 2014 году при участии Черепахи был проведён Кубок по гиревому спорту в рамках ежегодной Спартакиады среди студентов техникумов и колледжей области. В 2013 году Любовь Черепаха стала лауреатом областного конкурса «Хозяйка своего края».
Гиревым спортом занимаются сын и дочь Любови — Станислав и Виктория. Так, на 20-м юбилейном чемпионате мира в Италии, Виктория завоевала бронзовую медаль чемпионата и выполнила норматив мастера спорта международного класса. Виктория преподаёт физическое воспитание в Запорожском металлургическом колледже, а также ведёт там секцию гиревого спорта.